# Salmo 123

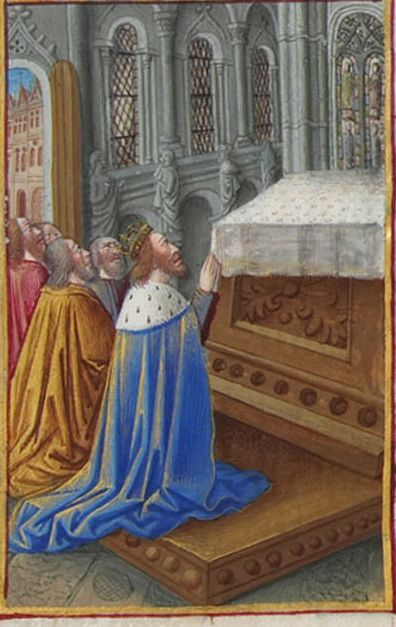
Miniatura del «Salmo 123», «El Redentor de Israel» en las «Très Riches Heures du Duc de Berry», David rezando ante un altar rodeado de cuatro figuras que simbolizan personas en peligro

El Salmo 123 es el salmo 123 del Libro de los Salmos, que comienza en inglés en la versión de King James: «A ti levanto mis ojos, tú que habitas en los cielos». El Libro de los Salmos forma parte de la tercera sección del Tanaj, la Biblia en hebreo, y es un libro del Antiguo Testamento cristiano. Este breve salmo es uno de los quince salmos que comienzan con las palabras «Cánticos de Ascensión» (Shir Hama'alot). En latín, se conoce como «Ad te levavi oculos meos», y el escritor bautista Charles Spurgeon lo llama «el Salmo de los ojos».
En el sistema de numeración ligeramente diferente utilizado en la Septuaginta griega y la Vulgata latina, este salmo es el «Salmo 122».
Forma parte habitual de las liturgias judía, católica, luterana, anglicana y otras protestantes.

## Texto
La siguiente tabla muestra el texto en hebreo del Salmo con vocales, junto con el texto en griego koiné de la Septuaginta y la traducción al español de la Biblia del Rey Jacobo. Tenga en cuenta que el significado puede diferir ligeramente entre estas versiones, ya que la Septuaginta y el texto masorético provienen de tradiciones textuales diferentes. En la Septuaginta, este salmo está numerado como Salmo 122.

### Versión Reina-Valera
1. A ti levanto mis ojos, oh tú que habitas en los cielos.
2. He aquí, como los ojos de los siervos miran a la mano de sus amos, y como los ojos de una doncella a la mano de su señora; así nuestros ojos esperan en el SEÑOR nuestro Dios, hasta que tenga misericordia de nosotros.
3. Ten misericordia de nosotros, oh SEÑOR, ten misericordia de nosotros, porque estamos excesivamente llenos de desprecio.
4. Nuestra alma está llena hasta el borde del escarnio de los que están tranquilos y del desprecio de los orgullosos.

| # | Hebreo                                                                                    | Español | Griego |
| - | ----------------------------------------------------------------------------------------- | --- | --- |
| 1 | שִׁ֗יר הַֽמַּ֫עֲל֥וֹת אֵ֭לֶיךָ נָשָׂ֣אתִי אֶת־עֵינַ֑י הַ֝יֹּשְׁבִ֗י בַּשָּׁמָֽיִם׃                                                | (Uno de los Cánticos de Ascensión.) A ti levanto mis ojos, oh tú que habitas en los cielos. | ᾿ῼδὴ τῶν ἀναβαθμῶν. - ΠΡΟΣ σὲ ἦρα τοὺς ὀφθαλμούς μου τὸν κατοικοῦντα ἐν τῷ οὐρανῷ. |
| 2 | הִנֵּ֨ה כְעֵינֵ֪י עֲבָדִ֡ים אֶל־יַ֤ד אֲֽדוֹנֵיהֶ֗ם כְּעֵינֵ֣י שִׁפְחָה֮ אֶל־יַ֢ד גְּבִ֫רְתָּ֥הּ כֵּ֣ן עֵ֭ינֵינוּ אֶל־יְהֹוָ֣ה אֱלֹהֵ֑ינוּ עַ֝֗ד שֶׁיְּחׇנֵּֽ נוּ׃ | He aquí, como los ojos de los siervos miran a la mano de sus amos, y como los ojos de la doncella a la mano de su señora, así nuestros ojos están puestos en el Señor nuestro Dios, hasta que se apiade de nosotros. | ἰδοὺ ὡς ὀφθαλμοὶ δούλων εἰς χεῖρας τῶν κυρίων αὐτῶν, ὡς ὀφθαλμοὶ παιδίσκης εἰς χεῖρας τῆς κυρίας αὐτῆς, οὕτως οἱ ὀφθαλμοὶ ἡμῶν πρὸς Κύριον τὸν Θεὸν ἡμῶν, hasta que se apiade de nosotros. |
| 3 | חׇנֵּ֣נוּ יְהֹוָ֣ה חׇנֵּ֑נוּ כִּי־רַ֝֗ב שָׂבַ֥עְנוּ בֽוּז׃                                                           | Ten piedad de nosotros, oh Señor, ten piedad de nosotros, porque estamos llenos de desprecio. | ἐλέησον ἡμᾶς, Κύριε, ἐλέησον ἡμᾶς, ὅτι ἐπὶ πολὺ ἐπλήσθημεν ἐξουδενώσεως, |
| 4 | רַבַּת֮ שָֽׂבְעָה־לָּ֢הּ נַ֫פְשֵׁ֥נוּ הַלַּ֥עַג הַשַּֽׁאֲנַנִּ֑ים הַ֝בּ֗וּז (לגאיונים) [לִגְאֵ֥י יוֹנִֽים]׃                              | Nuestra alma está llena del escarnio de los que viven en la comodidad y del desprecio de los orgullosos. | ἐπὶ πλεῖον ἐπλήσθη ἡ ψυχὴ ἡμῶν. Τὸ ὄνειδος τοῖς εὐθηνοῦσι, καὶ ἡ ἐξουδένωσις τοῖς ὑπερηφάνοις.                                                                                             |

## Comentarios

### De la Iglesia católica

#### A todo el salmo
Esta súplica representa la oración del peregrino que, al llegar a Jerusalén, entra en el Templo (cf. Sal 122). Mientras en el trayecto levantaba la vista a los montes en busca de ayuda (cf. Sal 121,1), ahora dirige su mirada a Dios, entronizado en el cielo (Sal 123,1). La angustia que vivía lejos de Jerusalén (cf. Sal 120) ahora se convierte en una súplica colectiva presentada ante el Señor al llegar al lugar santo (Sal 123,3-4). La oración comienza con una invocación personal al Dios celestial (v. 1), seguida de una expresión de confianza del pueblo en su Señor (v. 2) y una petición de misericordia en medio de la humillación y la aflicción (vv. 3-4). El cristiano, al orar este salmo, lo hace con mayor profundidad al dirigirse a Cristo, que ha ascendido al cielo. La esperanza en la salvación definitiva se vincula con su retorno glorioso, como fue prometido: «vendrá tal como lo habéis visto subir al cielo» (Hch 1,11). En este contexto, "los cielos" simbolizan la trascendencia y el dominio de Dios.

## Usos

### Judaísmo
- Se recita en algunas comunidades después de Minjá entre Sucot y Shabat Hagadol.[7]
- El versículo 3 forma parte del párrafo final de Tajanún.[8]

### Iglesia católica
Desde la Edad Media, este salmo se interpretaba tradicionalmente durante el oficio de la semana de Sext, es decir, desde el martes hasta el sábado, según la Regla de San Benito establecida en el año 530 Anno Domini.
En la Liturgia de las Horas de hoy, el Salmo 123 se recita o canta en las Vísperas el lunes de la tercera semana del ciclo litúrgico semanal de cuatro semanas, como el salmo que sigue. Para facilitar la comprensión en la Liturgia de las horas cada salmo tiene un título en rojo (rúbrica) que no forma parte del salmo. El título del Salmo 123 es El Señor, esperanza del pueblo. En la liturgia de la misa, se lee el tercer domingo del tiempo ordinario del año.

### Iglesia ortodoxa copta
Tradicionalmente, el salmo 123 debe recitarse en privado cuando un diácono se dirige desde la nave, donde se cantan los himnos, al altar, donde se consagra y se guarda la Santa Eucaristía. Sin embargo, esto se deriva de la Tradición Apostólica, por lo que el diácono no está obligado por ninguna ley a hacerlo, sino que se deja a su propia voluntad.
En la Agpeya, el Libro de Horas de la Iglesia Copta, este salmo se reza en el oficio de Vísperas y la segunda vigilia de la Oficio de medianoche.

## Rima
Spurgeon señala que el Salmo 123 es un caso poco común de salmo que rima en hebreo, aunque señala el comentario del ministro Samuel Cox de que las rimas son «puramente accidentales».

## Ajustes musicales
Heinrich Schütz compuso una paráfrasis métrica del Salmo 123 en alemán, «Wohl dem, der in Gottesfurcht steht», Schütz-Werke-Verzeichnis 228, para el Salterio Becker, publicado por primera vez en 1628.